# Elacatis lugubris
Elacatis lugubris is een keversoort uit de familie platsnuitkevers (Salpingidae). De wetenschappelijke naam van de soort werd in 1868 gepubliceerd door George Henry Horn.